# Vilaiete de Kosovo
O Vilaiete de Kosovo ( em turco otomano: ولايت قوصوه Vilâyet-i Kosova ; em turco:  Kosova Vilayeti; em albanês:  Vilajeti i Kosovës; Macedônio: Косовски вилает, Kosovski vilaet; Sérvio: Косовски вилајет, Kosovski vilajet ) era uma divisão administrativa de primeiro nível (o Vilaiete equivale a um Estado ou Província) do Império Otomano na Península Balcânica que incluía o atual território do Kosovo e a parte ocidental da República da Macedônia do Norte . As áreas hoje abrangidas pela região de Sandžak (Raška) da Sérvia e Montenegro, embora de jure sob controle otomano, estavam de fato sob ocupação Austro-Húngara de 1878 a 1909, conforme previsto no artigo 25 do Tratado de Berlim. Uskub ( Skopje ) funcionava como a capital da província e o ponto intermediário entre Istambul e suas províncias européias. A população de Uskub, com 32.000 habitantes, tornou a maior cidade da província, seguida por Prizren, também com 30.000.
O Vilaiete permaneceu como um microcosmo da sociedade otomana; incorporados dentro de seus limites havia diversos grupos de povos e religiões: albaneses, sérvios, bósnios ; Muçulmanos e cristãos, ortodoxos e católicos. A província era conhecida por seus artesãos e cidades importantes como İpek (hoje Peć, albanês : Peja ), onde foram construídas arquiteturas otomanas e banhos públicos distintos, alguns dos quais ainda podem ser vistos hoje. O local de nascimento da identidade nacional albanesa foi articulado pela primeira vez em Prizren, pelos membros da Liga de Prizren em 1878.
Como resultado, primeiro do Tratado de San Stefano em 1878, depois do Tratado de Berlim modificado no mesmo ano que dividiu o Império Otomano, Kosovo se tornou a primeira linha de defesa do Império Otomano, com grandes guarnições de tropas otomanas estacionadas na província. Antes da Primeira Guerra dos Balcãs, em 1912, a forma e a localização da província negavam à Sérvia e Montenegro uma fronteira terrestre comum. Após a guerra, a maior parte do Vilaiete foi dividida entre Montenegro e Sérvia . Todas essas fronteiras foram ratificadas no Tratado de Londres em 1913. O Império Otomano finalmente reconheceu as novas fronteiras após um acordo de paz com o Reino da Sérvia em 14 de março de 1914.

## Divisões administrativas
Üsküp era a capital administrativa do Vilaiete e outras cidades importantes incluíam Priştine (10.000 habitantes), İpek, Mitroviçe e Prizren. O Vilaiete do Kosovo abrangeu a região de Sandžak cortando a atual Sérvia Central e Montenegro, juntamente com o município de Kukës e região circundante no norte da Albânia atual. Entre 1881 e 1912 o Vilaiete foi expandido internamente para incluir outras regiões da atual República da Macedônia do Norte, incluindo assentamentos urbanos maiores, como Štip ( İştip ), Kumanovo ( Kumanova ) e Kratovo ( Kratova ).

## História

### Anos de formação 1877-1879

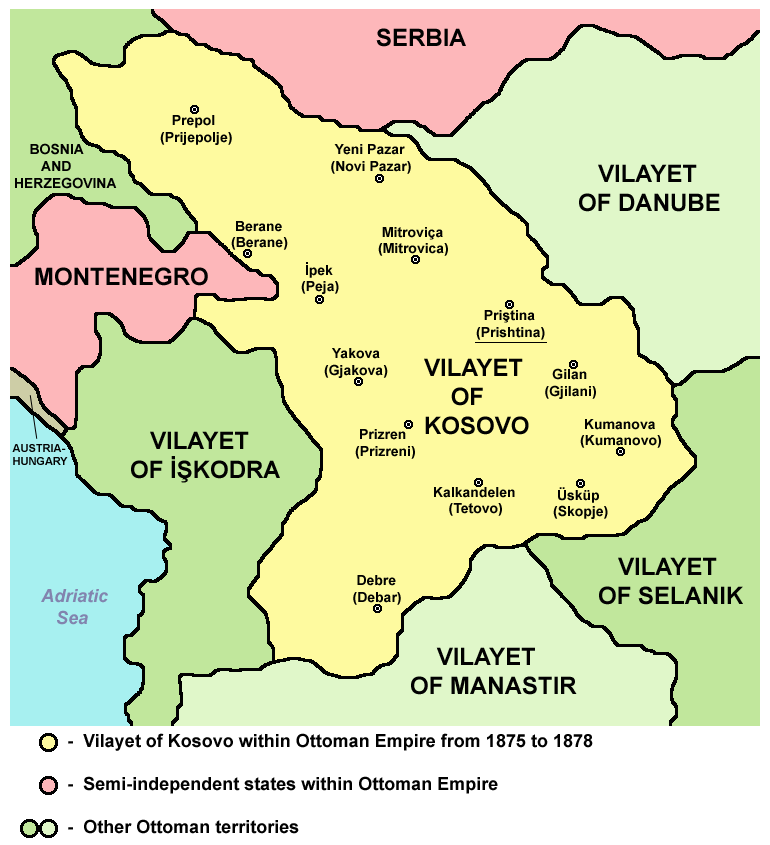
O Vilaiete do Kosovo, 1877-1878

O Vilaiete do Kosovo foi criado em 1877 e consistia em uma área muito maior do que o Kosovo moderno, pois também incluía o Sanjaco de Novi Pazar, o Sanjaco de Nixe (até 1878)(Sanjaco era o equivalente a um condado que reunia um grupo de cazas), a região ao redor de Plav e Gusinje, bem como a região de Dibra. Essas regiões pertenceram ao antigo eialete de Nixe, o Eialete de uscube e, depois de 1865, o vilaiete do Danúbio. Em 1868, o vilaiete de Prizren foi criado com os Sanjacos de Prizren, Dibra, Escópia e Nixe, mas deixou de existir em 1877.
Durante e após a guerra sérvio-otomana de 1876 a 1878, entre 30.000 e 70.000 muçulmanos, principalmente albaneses, foram expulsos pelo exército sérvio do Sanjaco de Nixe e fugiram para o Vilaiete do Kosovo.
Em 1878, a Liga de Prizren foi criada pelos albaneses a partir de quatro Vilaietes, incluindo o Vilaiete do Kosovo. O objetivo da Liga era resistir ao domínio otomano e às incursões dos países emergentes dos Balcãs.
A Revolta de Kumanovo ocorreu no início de 1878, organizada por uma assembléia de chefes de Kaza (Kaza era o equivalente ao município Otomano) de Kumanovo, Kriva Palanka e Kratovo no Vilaiete do Kosovo (na moderna República do Norte da Macedônia), buscando libertar a região das mãos do Império Otomano e unificá-lo com o Principado da Sérvia, que estava em guerra com os Otomanos na época . Com a libertação do exército sérvio de Nixe (em 11 de janeiro de 1878) e Vranje (em 31 de janeiro de 1878), a rebelião reforçada e evoluiu com a luta de guerrilha. Os rebeldes receberam ajuda secreta do governo sérvio, embora o levante tenha durado apenas quatro meses, até sua repressão pelos otomanos.
As fronteiras da província mudaram quando o Império Otomano perdeu território para os estados vizinhos no Tratado de Berlim após a Guerra Russo-Turca de 1877-1878 e partes também foram transferidas internamente para o Vilaiete de Monastir e o Vilaiete de Salonica. Em 1879, partes ocidentais do Sanjaco de Novi Pazar caíram sob ocupação Austro-Húngara, permanecendo até 1908, de acordo com o tratado de Berlim, que também permitia a ocupação Austro-Húngara da Bósnia e Herzegovina.

### Consolidação e crise 1879-1913

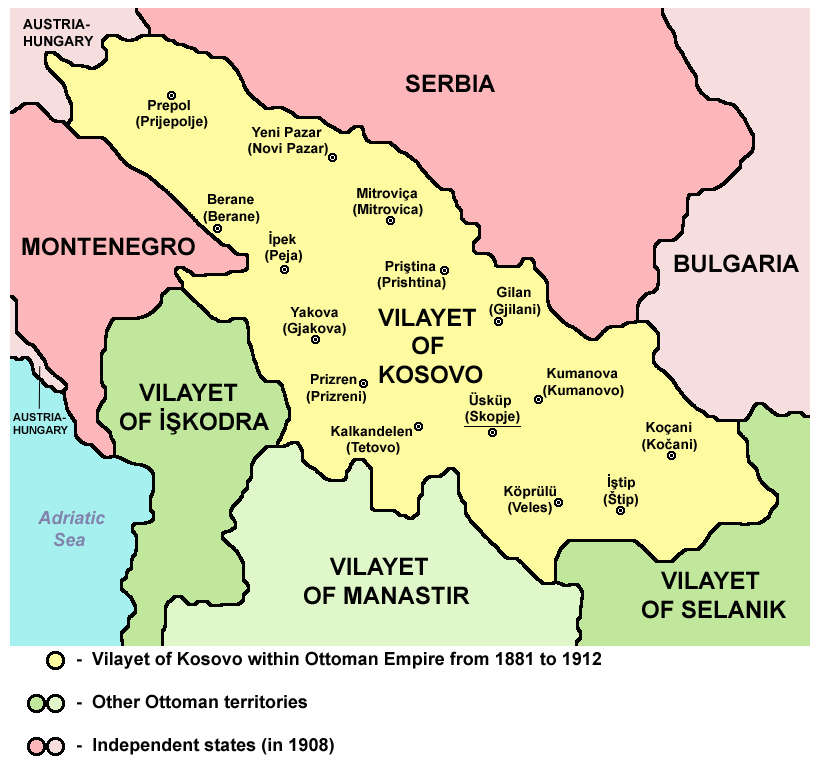
Mapa do Vilaiete (1881-1913)

Duas grandes mudanças administrativas ocorreram em 1880 e 1902. A fim de combater a presença militar austro-húngara nas partes ocidentais do Sanjaco de Novi Pazar, uma nova província foi criada em 1880: o Sanjaco de Pljevlja (Taşlica) com Kazas: Pljevlja, Prijepolje e Priboj . Em 1902, as Kazas de Mitrovica e Novi Pazar foram transferidas para o Sanjaco de Pristina, e as Kazas de Berane e Rožaje para o Sanjaco de Ipek. Ao mesmo tempo, o Sanjaco de Sjenica (Seniçe) foi criado com as kazas: Sjenica, Nova Varoš, Bijelo Polje e Lower Kolašin.
Em 1901, massacres de sérvios foram realizados por albaneses no norte do Kosovo e Pristina.
Em 1910, uma insurreição organizada pela Albânia eclodiu em Pristina e logo se espalhou por todo o vilaiete do Kosovo, com duração de três meses. O sultão otomano visitou o Kosovo em junho de 1911 durante as negociações de paz que abrangem todas as áreas habitadas por albaneses.

## Demografia e organização social
O vilaiete do Kosovo continha uma população diversificada de albaneses muçulmanos e sérvios ortodoxos, divididos em linhas religiosas e étnicas.
Os albaneses muçulmanos formaram a maioria da população no vilaiete do Kosovo, que incluía uma parte importante das classes profissionais urbanas e proprietárias de terras das principais cidades. O Kosovo Ocidental era composto por 50.000 habitantes e uma área dominada pelo sistema tribal albanês, com 600 albaneses morrendo por ano devido a rixas de sangue. As terras altas de Yakova (Gjakovë) continham 8 tribos que eram principalmente muçulmanas e na área de Luma, perto de Prizren, havia 5 tribos, a maioria muçulmana. A cidade de İpek tinha cripto-cristãos que eram da fé católica . Semelhante aos seus homólogos no Vilaieve de İşkodra, os montanheses de Kosovo tinham privilégios onde, ao prestar serviço militar como tropas irregulares, não pagavam impostos e evitavam o recrutamento militar. O domínio otomano entre os montanheses era mínimo ou inexistente e os funcionários do governo se aliavam aos detentores do poder local para exercer qualquer forma de autoridade. Os montanheses albaneses kosovares resolveram disputas entre si por meio da lei das montanhas e os oficiais otomanos desaprovaram a autonomia que exerciam. Na década de 1880, do ponto de vista albanês, os sanjacos de İpek, Prizren, Priştine, Üsküp e Yenipazar no vilaieve de Kosovo pertenciam à região de Gegënia.
Os bósnios muçulmanos, cuja língua nativa era eslava, formavam um número considerável da população do vilaiete do Kosovo e estavam concentrados principalmente no sanjaco de Yenipazar, que continha vários proprietários de terras da Bósnia. Refugiados circassianos que vieram da Rússia foram reassentados pelas autoridades otomanas dentro do vilaiete do Kosovo em 1864, numerando cerca de 6.000 pessoas na década de 1890 e fornecendo ao Estado, quando necessário, tropas auxiliares.
Na metade norte do vilaiete de Kosovo, os sérvios ortodoxos eram o maior grupo cristão e formavam a maioria nas áreas orientais. Os sérvios ortodoxos estavam sob a autoridade eclesiástica do Patriarcado Ecumênico de Constantinopla e um metropolitano, geralmente de etnia grega, vivia em Priştine e presidia os assuntos da população ortodoxa na província. Em Prizren, havia um seminário com 100 seminaristas residentes, muitos deles originários do Montenegro . A partir da década de 1860, a Sérvia seguiu uma política ativa de apoio aos sérvios no Kosovo, que envolvia o envio de professores ao vilaiete, fornecendo subsídios para ajudar as escolas sérvias e fornecendo bolsas de estudos para estudar em Belgrado. Os clubes culturais sérvios atuavam nos principais centros urbanos, contendo uma população sérvia considerável, com alguns sérvios locais apoiando uma futura incorporação da província na Grande Sérvia . As escolas sérvias na província também atraíram alguns muçulmanos albaneses como estudantes. Vários milhares de armênios habitavam o vilaiete no Kosovo. Os búlgaros viviam na metade sul do vilayet do Kosovo.

### Estatísticas Demográficas
Houve várias estimativas sobre a etnia e afiliação religiosa da população da província heterogênea.

### 1887
Os registros provinciais otomanos de 1887 estimaram que os albaneses formavam mais da metade da população do vilaiete do Kosovo concentrada nos sanjacos de İpek, Prizren e Priştine. Nos sanjacos de Yenipazar, Taşlica e Üsküp, os albaneses formaram uma proporção menor da população.

### 1893
A população da província de Kosovo em 1893 era de 847.419. habitantes, sendo 507.080 muçulmanos e 340.339 cristãos. Os muçulmanos eram de etnias turcas, albanesas, bósnias e os cristãs de etnias búlgara, macedônia, sérvia, grega e Ulah.

### 1901
De acordo com os anuários otomanos, em 1901, o vilaiete do Kosovo que abrangia cinco sanjacos: Skopje, Priština, Prizren, Novi Pazar e Pljevlja tinha 964.657 habitantes; dois terços eram muçulmanos e um terço era cristão. Os muçulmanos eram principalmente albaneses e os cristãos eram principalmente sérvios. Os anuários, no entanto, são considerados fontes não confiáveis, pois, em alguns distritos, não registraram a população feminina, mas equilibraram os números com a população masculina, embora seja um fato bem conhecido que o número de cabeças masculinas excedeu o número de mulheres. chefes durante todo esse período, não apenas nessas terras, mas também na Sérvia.

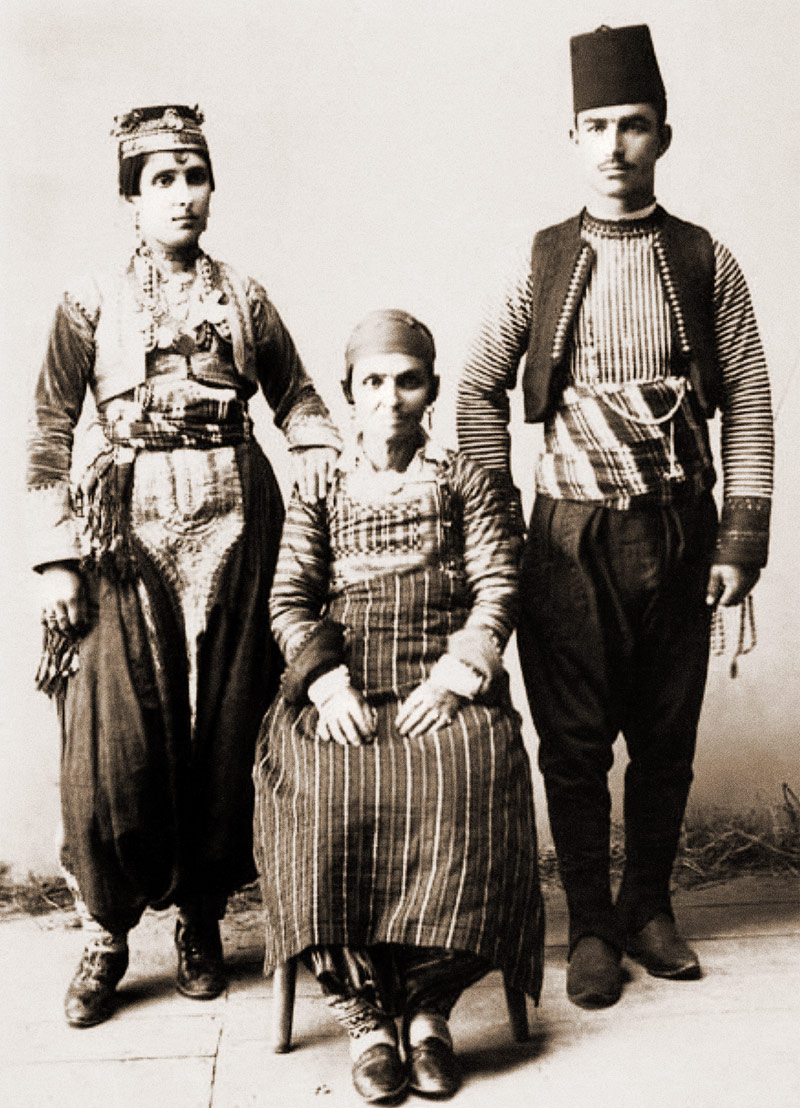
Família albanesa de Skopje por volta de 1910

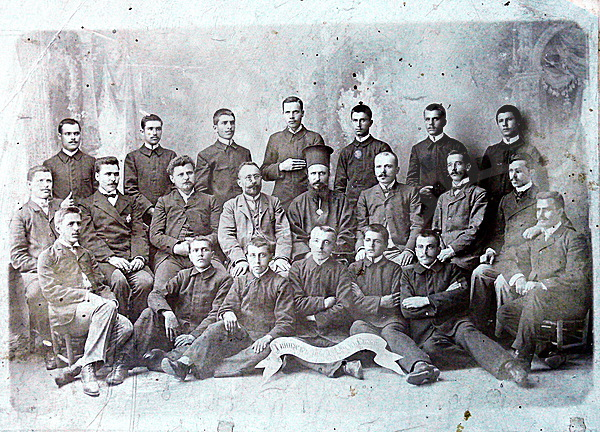
Professores e alunos da escola búlgara de professores em Skopje, 1908

| População |           |
| Kosovo    |           |
| --------- | --------- |
| Ano       | População |
| 1870      | 676.300   |
| 1874      | 1.340.500 |
| 1884      | 561.300   |
| 1890      | 588.300   |
| 1891      | 961.000   |
| 1900      | 1.038.100 |

### Mapas demográficos

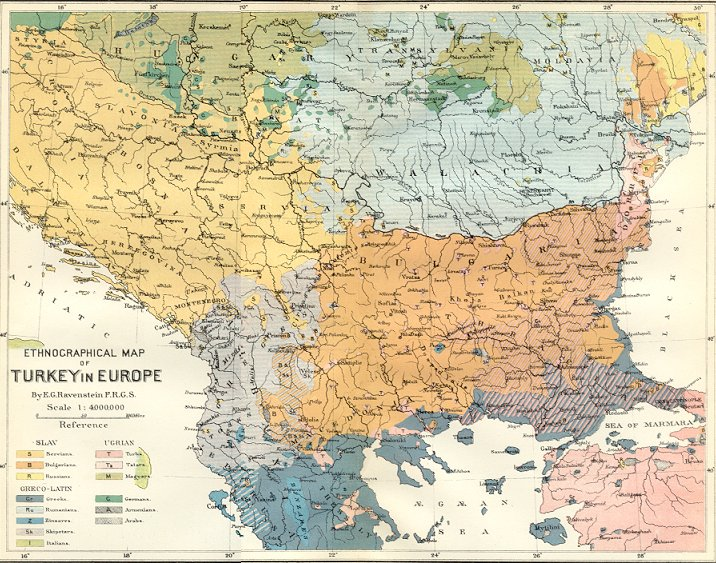
Mapa etnográfico dos Balcãs no final do século XIX
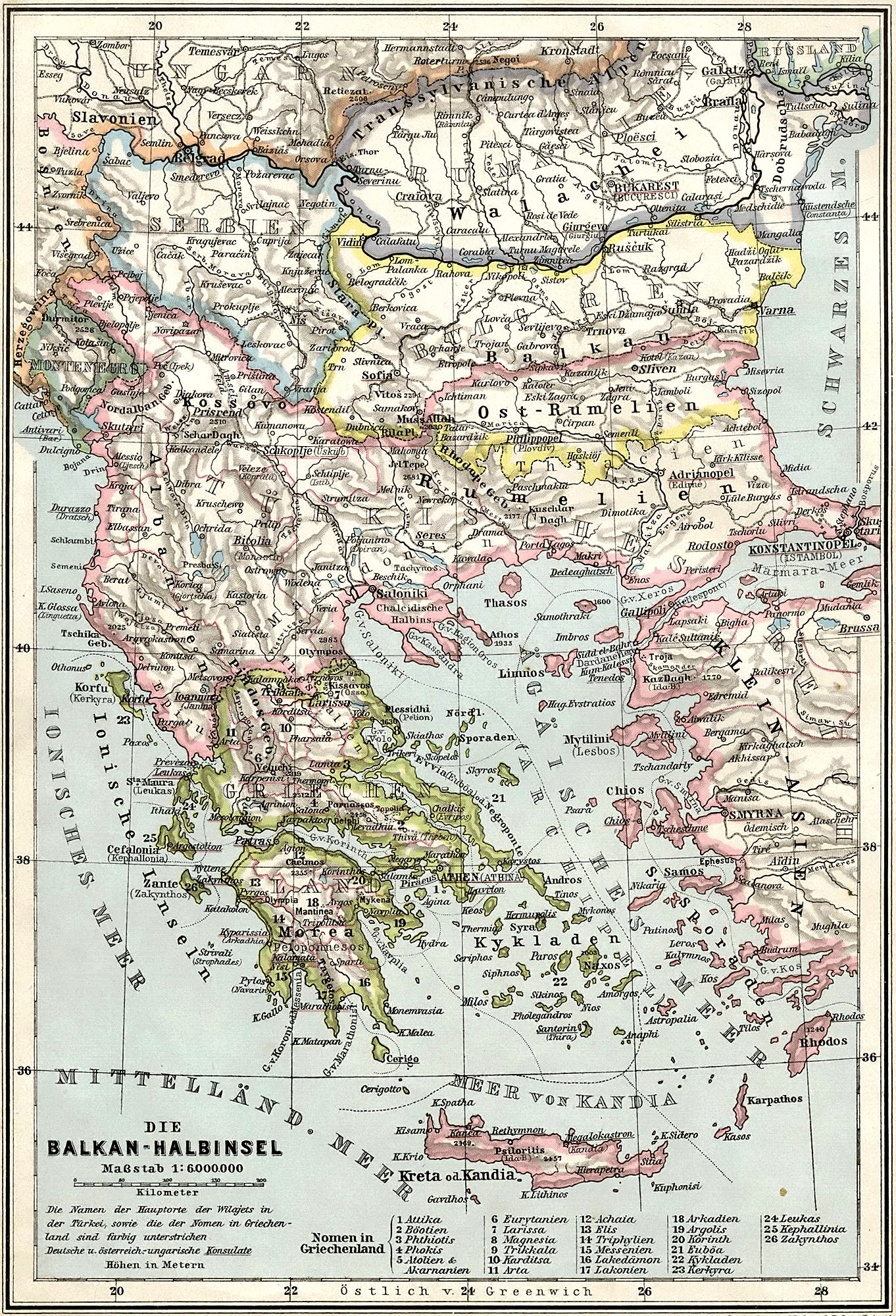
Mapa da Vilaiete do Kosovo no Império Otomano (1905)
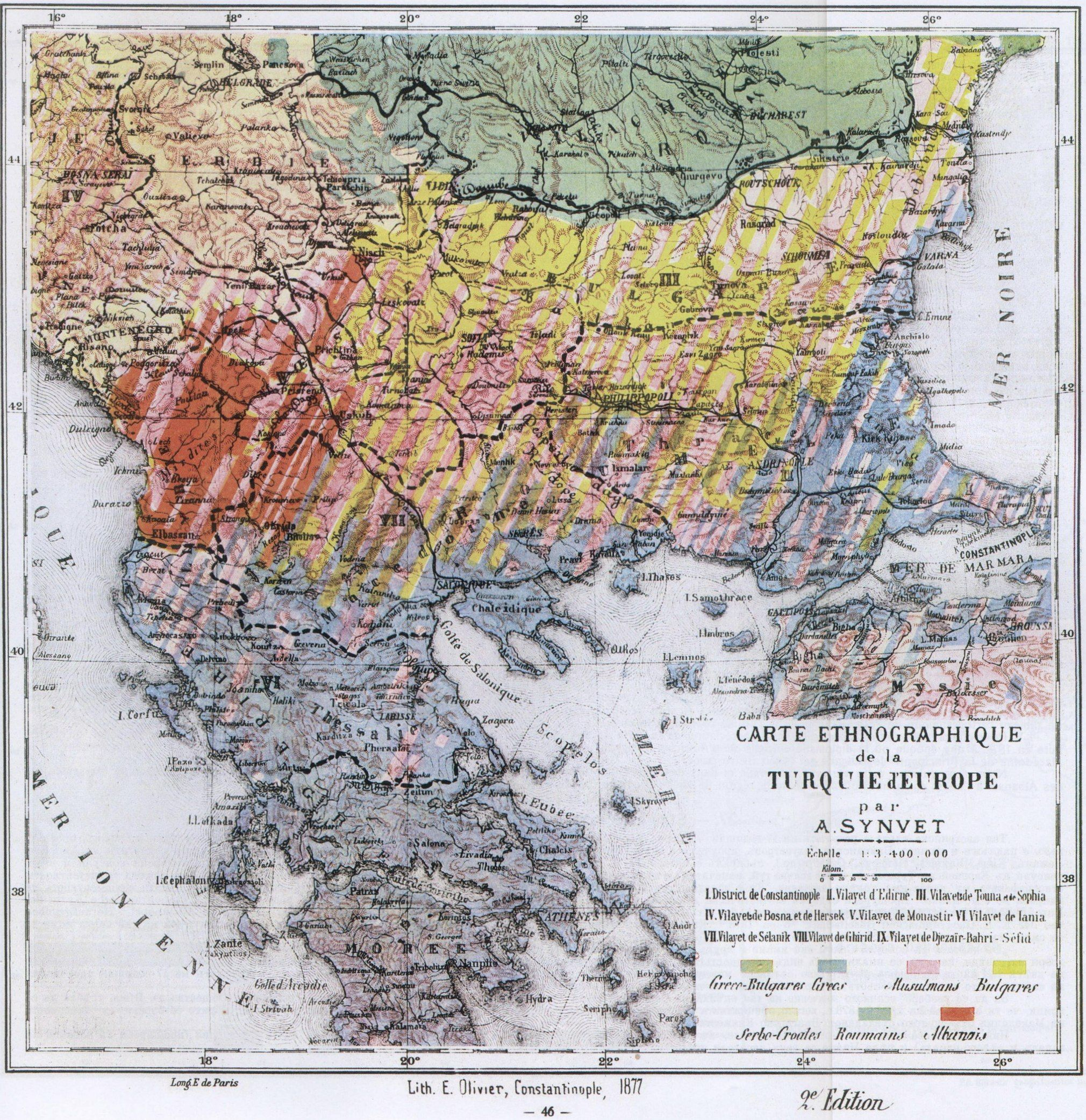
Mapa etnográfico dos Balcãs pela pró-grego  A. Synvet de 1877, um professor francês do otomano Lyceum de Constantinopla